# 宮崎敬介
- 宮﨑敬介

宮崎 敬介（みやざき けいすけ、1970年〈昭和45年〉 - ）は、日本の版画家。宮﨑 敬介とも表記される。

## 概要
1970年、アニメーターの宮崎駿と大田朱美の二男として、埼玉県所沢市に生まれた。版画家柄澤齊の作品に感動したことをきっかけに、武蔵野美術大学造形学部在学中に独学で木口木版画を始めた。
卒業後は版画家として活動し、木口木版画の制作を続けている。普段は父親が著名なアニメーション監督であることを伏せて創作活動をしているが、一部作品を父の関わった作品に提供したことがある。

## 人物・家族
父はアニメ監督の宮崎駿。母は元アニメーターの宮﨑朱美。兄は環境デザイナー、アニメ監督の宮崎吾朗。祖父は版画家の大田耕士。

## 略歴
- 1970年 埼玉県に生まれる。
- 1990年 武蔵野美術大学造形学部空間演出デザイン科入学。
- 1994年 同校卒業。
- 1995年 アニメ映画『耳をすませば』用に「牢獄でヴァイオリンを作る職人」を制作。
- 1996年 木口木版画展「MOONSHINE」（ピンポイントギャラリー）
- 1997年 ザイログラフィア木口木版画7人展（ガレリアグラフィカ）宮崎敬介木口木版画展（加藤京文堂）
- 2000年 木口木版画展「PLANET」（ピンポイントギャラリー）
- 2001年 木口木版画展「wood engraving　放浪時代」（松明堂ギャラリー）
- 2002年 三鷹の森ジブリ美術館展示用に木口木版画を制作。
- 2003年 堀田善衛『路上の人』『聖者の行進』『時代と人間』の表紙版画を制作。木口木版画展「プラネット」（ピンポイントギャラリー）
- 2004年 木口木版画展「calling」（松明堂ギャラリー）
- 2006年 木口木版画展「サイレンス」（ピンポイントギャラリー）
- 2007年 木口木版画・銅版画　宮崎敬介・佐藤妙子展（松明堂ギャラリー）